# Rabastens-de-Bigorre
Rabastens-de-Bigorre är en kommun i departementet Hautes-Pyrénées i regionen Occitanien i sydvästra Frankrike. Kommunen ligger i kantonen Rabastens-de-Bigorre som tillhör arrondissementet Tarbes. År 2022 hade Rabastens-de-Bigorre 1 464 invånare.

## Befolkningsutveckling
Antalet invånare i kommunen Rabastens-de-Bigorre
| Referens: INSEE |